# 橋本川 (山口県)
橋本川（はしもとがわ）は、山口県萩市を流れる川で、松本川と共に旧萩市街の三角州を形成する川のひとつ。二級河川阿武川の分流の一つであり、萩市川島にて東に松本川、西に橋本川に分岐し、橋本町、玉江、河添（こうぞえ）、平安古（ひやこ）、堀内（ほりうち）に沿って流れ、指月公園（萩城址）前の日本海に注ぐ。
この川から分岐して、新堀川（しんほりかわ）も通っている。この川は藍場川と同じように作られた人工の川である。川島から南北に作られた藍場川とは違い、橋本川と松本川を東西に結ぶ。萩城三の丸を隔てていた堀からそのまま分岐し、東の方向へ向かう。南片河町で北方向と東方向へ分岐。北方向は外堀跡であり、北片河町（現：萩看護学校の道向かい）でせき止められる。一方東方向へ向かった川は程なくして平安古の石屋町筋で藍場川と合流する。唐樋町（からひちょう）と東田町の境にある唐樋札場跡からはゆっくりと北方向へ流れを変え、浜崎（はまさき）に入り、東浜崎町で松本川にそそぐ。城下の河川交通におけるバイパスの役割を担い、また、商業流通やかんがい用水のための水路として機能したものである。